# Kekenboschiella awari
Kekenboschiella awari là một loài nhện trong họ Mysmenidae.
Loài này thuộc chi Kekenboschiella. Kekenboschiella awari được L. Baert miêu tả năm 1984.